# Eichmann-Kommando
Das Eichmann-Kommando (offiziell: Sondereinsatzkommando Eichmann) war eine Sondereinheit der Schutzstaffel (SS) unter der Führung von Adolf Eichmann, die den Auftrag hatte, „die ungarischen Juden aus dem öffentlichen Leben auszuschalten und zu konzentrieren, danach zu deportieren und sie mit Ausnahme der voll Arbeitsfähigen zu vernichten.“ Nach der Besetzung Ungarns durch die Wehrmacht am 19. März 1944 („Unternehmen Margarethe“) organisierte es gemeinsam mit der Regierung Sztójay und der ungarischen Miliz die Deportation zehntausender ungarischer Juden innerhalb kürzester Zeit. Vom 27. April 1944 bis zum 11. Juli 1944 wurden nach Angaben des deutschen Botschafters Edmund Veesenmayer 437.000 Juden deportiert. Die Sondereinheit bestand aus nur 150 Personen, wird aber bis heute in Ungarn von vielen als allein verantwortlich für den ungarischen Holocaust betrachtet. Sie hatte ihr Hauptquartier im Budapester Nobelhotel „Astoria“. Stellvertreter von Eichmann war SS-Obersturmbannführer Hermann Krumey (1905–1981). Weitere führende Angehörige des SEK waren Siegfried Seidl, Theodor Dannecker, Dieter Wisliceny, Franz Novak, Otto Hunsche, Anton Brunner und Franz Abromeit.
Unter der Regierung Lakatos wurden ab dem 9. August 1944 weitere Deportationen verhindert, sie wurden aber nach dem Sturz von Horthy unter der Pfeilkreuzlerregierung von Szálasi am 15. Oktober 1944 wieder aufgenommen. Nach Beginn der Schlacht um Budapest flüchtete Eichmann am 23. Dezember 1944 vor den sowjetischen Truppen aus Budapest.